# Landskrone (Düsseldorf)
Die Landskrone ist ein Teich des Hofgartens in Düsseldorf-Stadtmitte. Sie ist eines der Gewässer, das ursprünglich hinter den Schutzgewässern der Festung Düsseldorf lag. Namensgebend war die Landskron, die südöstlich vor dem damaligen Ratinger Tor lag.

## Lage

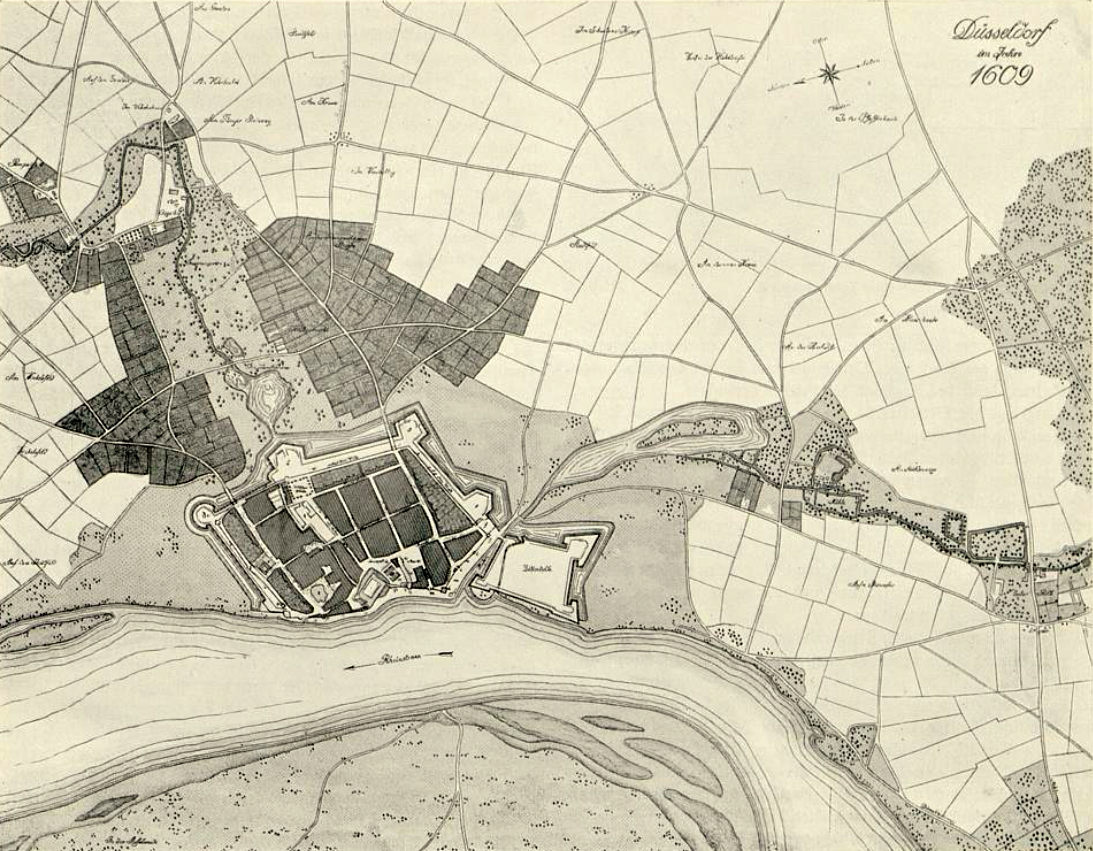
Landskron Gewässer hinter den Festungsanlagen Düsseldorfs (1609)
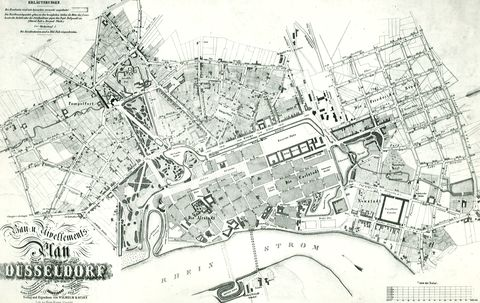
Stadtplan 1854 / Bau- und Nivellements-Plan über die Erweiterung der Stadt Düsseldorf (1854)

Das Gewässer befindet sich im Hofgarten zwischen der Hofgartenstraße im Osten und der Heinrich-Heine-Allee im Westen. Nördlich liegen das Ratinger Tor an der Maximilian-Weyhe-Allee und die Parkbereiche am Ananasberg, südwestlich liegt das Düsseldorfer Opernhaus mit der Opernpassage und den neuen Hofgartenterrassen. Durchflossen und mit Wasser gespeist wird das Gewässer von der Nördlichen Düssel.

## Geschichte
Nach dem Siebenjährigen Krieg war das Gebiet östlich vor den Befestigungsanlagen der Stadt bis zum Schloss Jägerhof ein wüstes Gelände. Unter Jan Wellem war hier ein „kurfürstlicher Garten“ angelegt worden, der aber nach dem Tode des Kurfürsten wieder verwilderte. 1769 erhielt Nicolas de Pigage vom Statthalter Johann Ludwig von Goldstein den Auftrag, dieses Gebiet durch eine Parkanlage zu verschönern. Es handelte sich um ein Geländeviereck, etwa 30 Morgen groß, das zwischen Kaiserstraße, Jägerhofstraße, Jacobistraße und der Nördlichen Düssel lag. Für diesen Bereich, den Älteren Hofgarten, wurde 1770 ein versumpfter Bereich in ein Bassin umgewandelt und die Düssel als südliche Begrenzung kanalisiert. Das Bassin trägt den Namen Runder Weier und wird durch die Skulptur Jröne Jong beherrscht, die 1899 von Joseph Hammerschmidt geschaffen wurde. Zwischen dem Bassin und dem nordöstlich gelegenen Schloss Jägerhof entstand nach 1775 als Monumentalachse eine Allee aus vier Baumreihen, genannt die Reitallee. Beidseits der Allee wurden Anpflanzungen und Staffagen im romantischen Stil des frühen Englischen Landschaftsgartens angelegt.
Hierdurch entstand bereits in der zweiten Hälfte des 18. Jahrhunderts der östliche Parkbereich, an den der spätere Teich „Landskrone“ grenzt und der nicht zu dem Bereich der Befestigungsanlagen gehört hatte. 1787 wurden zusätzliche Brücken für den Übergang über die Schutzwassergräben im Bereich der Bastion Landskrone von der Stadt ausgeschrieben, um die Zugänglichkeit von der Stadt zum Älteren Hofgarten zu verbessern. Das Gebiet vor dem „Flinger Tor“, zu dieser Zeit noch Grasereien (Futterwiesen) auf der Festungsanlage und öffentliche Waschbleiche an die „Landskron“ anstoßend, wurde zwischen 1791 und 1794 vergantet. Ab 1802 wurde mit der Schleifung der Befestigungsanlagen begonnen, da diese vertragsgemäß nicht wieder in Funktion gesetzt werden durften. Die für die Ausführung dieser Arbeiten zur Verfügung stehenden Gelder – in der Kurfürstenzeit etwa 3.500 Thaler pro Jahr – wurden nach der Übergabe der Macht an die Franzosen von Großherzog Joachim Murat ab 1806 mit 40.000 Franc pro Jahr erheblich gesteigert.
Von 1802 bis 1805 wurde weite Teile des Neuen Hofgartens, eine „Allee außerhalb der Stadt“ mit Stadtgraben und die „Hofgartenstraße“ angelegt. Es folgten von 1806 bis 1809 in den Bereichen vor dem Ratinger- und dem „Flinger Tor“ die Einebnung des Geländes. Anschließend entstanden die Königsstraße, die heutige Heinrich-Heine-Allee, damals „Boulevard Napoleon“ genannt, und das Gewässer „Landskrone“. Die Pläne für diese Neuanlagen stammten von Hofbaumeister Kaspar Anton Huschberger und dem Wasserbaumeister Wilhelm G. Bauer. Ab 1803 kam noch der Gartenbaumeister Maximilian Friedrich Weyhe hinzu, der für die Parkbereiche zuständig war.

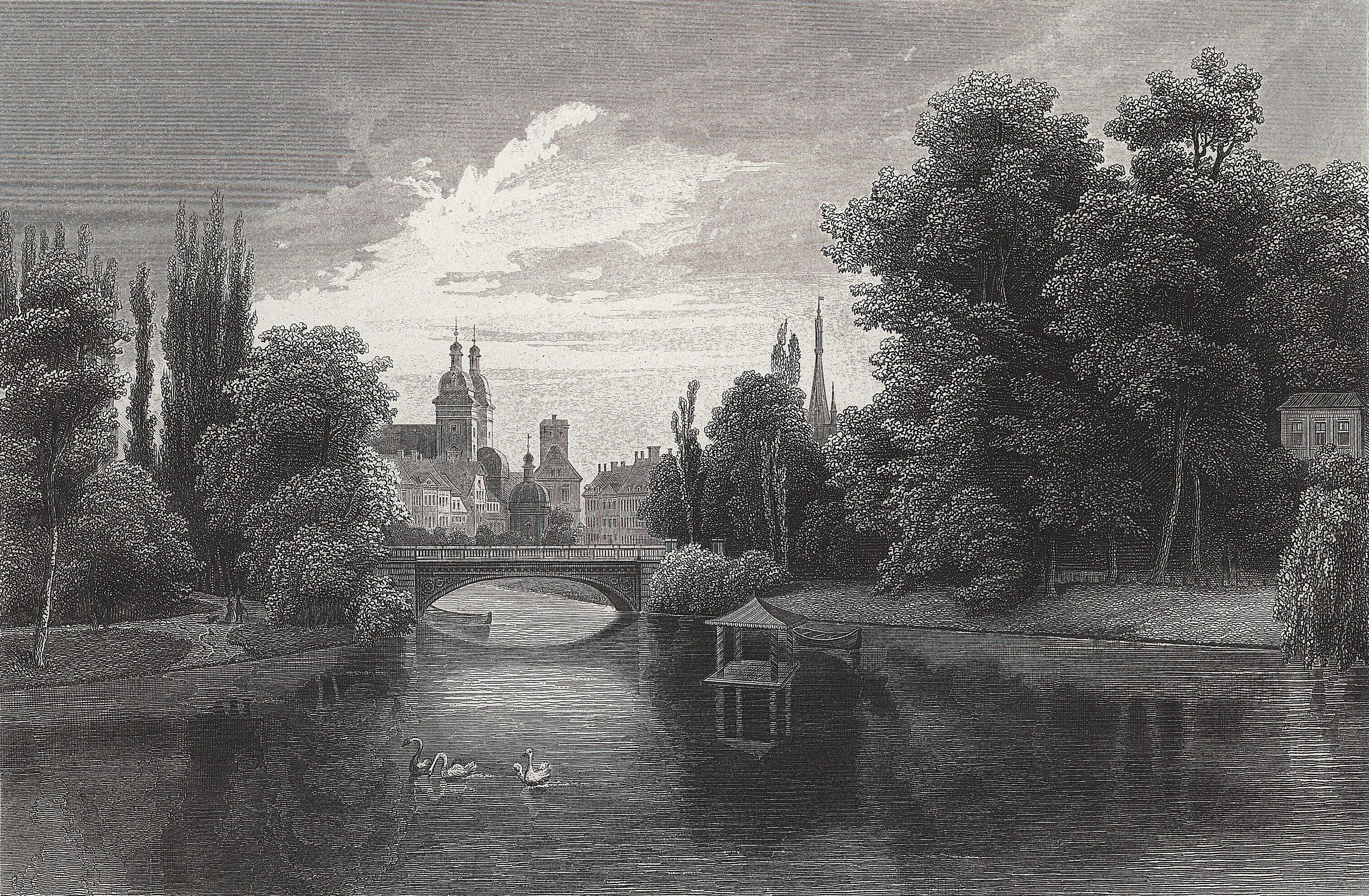
Blick von der Hofgartenstraße über Landskrone und Goldene Brücke auf St. Andreas und das Gebäude der Königlichen Regierung zu Düsseldorf, Illustration von Johann Poppel, 1852

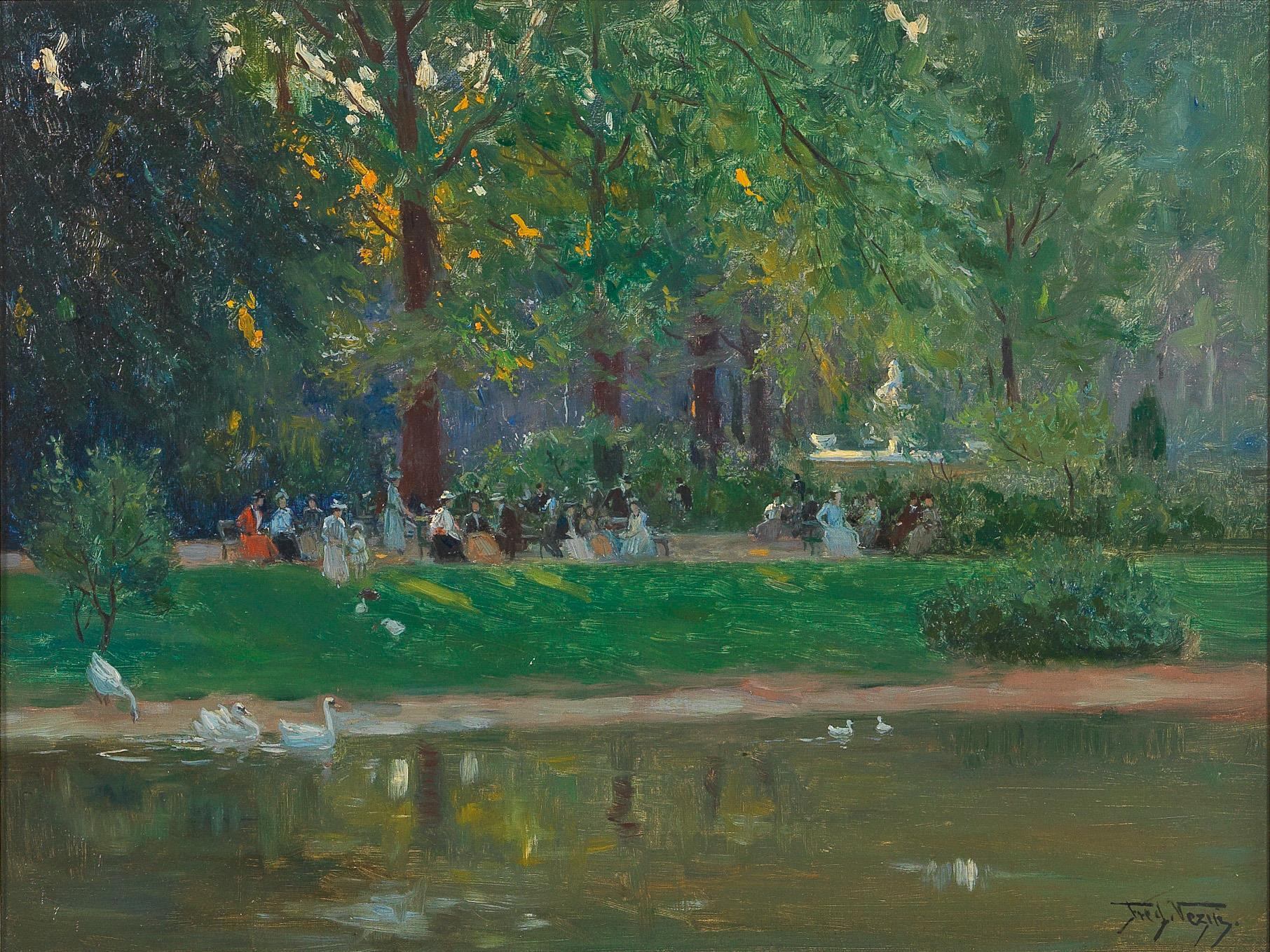
Frederick Vezin: Partie aus dem Hofgarten (am Kriegerdenkmal)

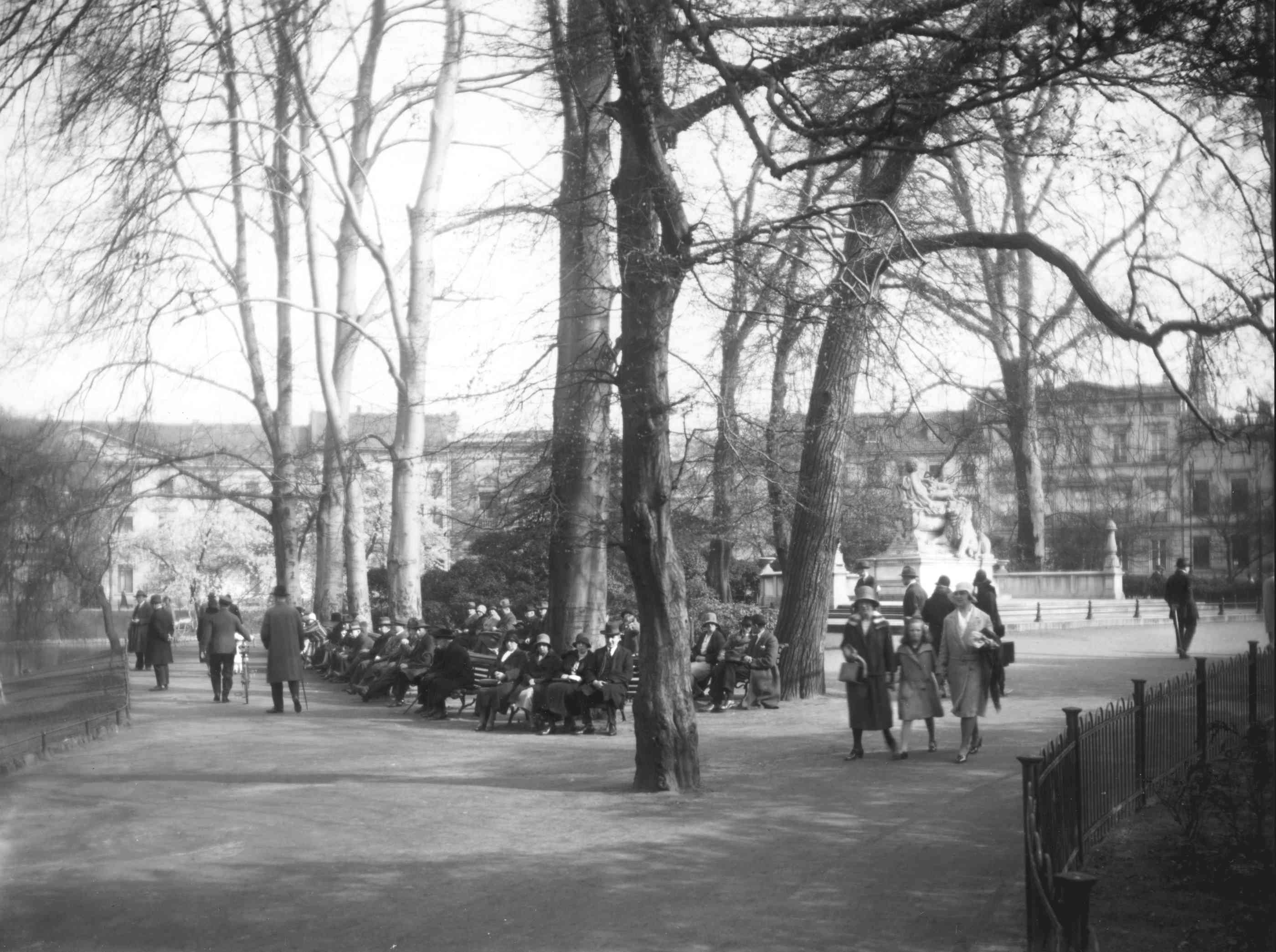
Hofgartenpartie auf der Landzunge der Landskrone, Foto von Julius Söhn, 1930

Obwohl wie erwähnt diese Änderungen im Norden und Nordosten der Stadt bereits unter Mitwirkung von Maximilian Weyhe erfolgten, bestand während dieser Zeit noch kein Gesamtkonzept für den Ausbau aller Bereiche nach der durchgeführten Schleifung der Festungsanlagen. Unter Federführung von Maximilian Friedrich Weyhe und dem Stadtplaner Adolph von Vagedes wurde bis 1819 ein kompletter Ring von Parkanlagen mit eingelagerten Teichen um die ehemalige Festungsstadt geplant. Die für den Anschluss dieser Parkanlagen an Stadt und Umland erforderlichen Straßenanpassungen waren ebenfalls Bestandteil des Planes.
Der Gesamtplan berücksichtigte die Ideen eines Englischen Landschaftsgartens. Die alte Kernstadt sollte weitgehend von zusammenhängenden Parks mit den eingelagerten Gewässern „Landskrone“, Stadtgraben, Kaiserteich, Schwanenspiegel und Spee’scher Graben umgeben werden. Die Verbindung mit dem Hofgarten war die auf der östlich vom Stadtgraben liegende „Allee außerhalb der Stadt“. Diese „Allee“ wurde Mitte des 19. Jahrhunderts in Königsallee umbenannt, die aber noch nicht die westlich vom Stadtgraben liegende Canalstraße mit beinhaltete. Erst ab Anfang des 20. Jahrhunderts wurde für die zwei Straßen, die auf den beiden Seiten des Stadtgrabens lagen, der gemeinsame Name Königsallee verwendet.
Der Entwicklungsplan wurde am 4. Juni 1831 von der preußischen Regierung in Berlin per Kabinetts-Order genehmigt. Die Genehmigung betraf den gesamten ehemaligen Festungsbereich ab Sicherheitshafen im Norden der Stadt. Weiterhin waren auch Änderungen im Bereich der alten Kernstadt und dem Rheinufer enthalten. Soweit privates Eigentum betroffen war, wurden die Besitzer verpflichtet, die Ausführung nicht zu verhindern.
Der Wasserzufluss für die Landskrone kam primär von der Nördlichen Düssel. Der Abfluss erfolgt über eine Abflussschleuse mit Gitter nördlich des Opernhauses Richtung Mühlenstraße und Burgplatz in den Rhein. Zusätzlich war auch eine Verbindung mit dem Rhein über „Stadtgraben“, „Schwanenspiegel“ und „Spee’scher Graben“ vorhanden. Die hölzerne Abflusschleuse war um 1880 vermodert und defekt und wurde Anfang der 1880er Jahre durch eine neue aus Eisen ersetzt.
Im Sommer und in Trockenperioden konnte ab etwa der 1885er Jahre auch Rheinwasser mittels Pumpen vom Rhein zur Zuführung von Frischwasser über die Landskrone in die Teiche gepumpt werden, wodurch die Probleme mit „Stehenden Gewässern“ in der warmen Jahreszeit verhindert wurden. Allerdings wurde dadurch die regelmäßige Verschlammung der Teiche nicht verbessert. Die Strömungsumkehrung mit größerer Rheinwassermenge ermöglichte aber eine Entschlammung der kanalisierten Bereiche von der Düssel. Beispielsweise wurden 1887 über 500.000 m³ Rheinwasser in die Teiche gepumpt.
Bei Zufluss von Rheinwasser erfolgte der Abfluss über Stadtgraben, Schwanenspiegel und Spee’scher Graben in den Rhein. Dies war bei Hochwasser eine wichtige Verbindung, da durch ein in Abhängigkeit vom Wasserstand im Rhein automatisch schließendes „Stemmtor“ im Bereich Mühlenstraße der Abfluss der Nördlichen Düssel abgesperrt wurde. Der Wasserabfluss erfolgte dann über die Mündung der Südlichen Düssel in den Rhein. Dort lag das Stadtniveau höher und ermöglichte auch bei Hochwasser einen sicheren Wasserabfluss.
Wie bereits angeführt, mussten auch die Landskrone und die zugehörigen Schutzgitter im Düsselzu- und -abfluss regelmäßig gereinigt und entschlammt werden. Weiterhin waren die Uferbereiche periodisch zu reinigen und gelegentlich zu überarbeiten. Ab Ende der ersten Hälfte des 19. Jahrhunderts sind entsprechende Kosten in den Etatdaten der Stadt Düsseldorf angeführt.

## Nach 1945
Nach Ende des Zweiten Weltkrieges sollten im Bereich des Hofgartens die Verbindungsstraßen dem zu erwartenden stärkeren Autoverkehr angepasst werden. Dies bedingte, dass sowohl Gelände der Parkbereiche wie auch der Landskrone für den Straßenbau verwendet werden mussten. Diese geplanten Änderungen führten vor der Realisierung zu heftigen Diskussionen mit der Bevölkerung und den Heimatvereinen. Beispielsweise kam es am 15. Januar 1961 zu einem Protestmarsch mit einer Kundgebung gegen die Verkleinerung der Landskrone. Bei der Durchführung wurden für folgende zum Teil auch neuen Verkehrswege nennenswerte Gebiete vom Hofgarten und der Landskrone überbaut:
- Verbreiterung der Maximilian-Weyhe-Allee mit einem getrennten Gleisbett für die Straßenbahn
- Verlegung einer zusätzlich verbreiterten Hofgartenstraße nach Osten für den Anschluss des Tausendfüßlers an die Kaiserstraße und Anlegung von Bahnsteigen für den Straßenbahn- und Busknotenpunkt auf dem neuen Jan-Wellem-Platz
- Verbreiterung der Jacobistraße

Anfang des 21. Jahrhunderts wurde für den Bereich Jan-Wellem-Platz mit Hofgartenstraße und Tausendfüßler eine völlig neue Bebauung beschlossen. Zusätzlich sollte durch den Bau von Tunneln der Autoverkehr in diesem Bereich unter die Erde verlegt werden. Diese Änderungen wurden sehr kontrovers von der Bevölkerung und den Heimatvereinen diskutiert. Ein Bürgerbegehren gegen diese Pläne scheiterte. Von 2009 bis 2014 wurde der sogenannte Kö-Bogen im Bereich des Jan-Wellem-Platzes realisiert und einschließlich der Tunnel gebaut. Im Zuge dieser Änderungen wurden auch die Hofgartenterrassen mit einer südlichen Verlängerung der Landskrone bis vor die Elberfelder Straße neu angelegt. Hierdurch wurde ein Teil der in den 1960er Jahren überbauten Teichfläche wieder zurückgebaut. Die aktuelle Situation für die Landskrone entspricht wieder weitgehend dem Stadtplan von 1854.

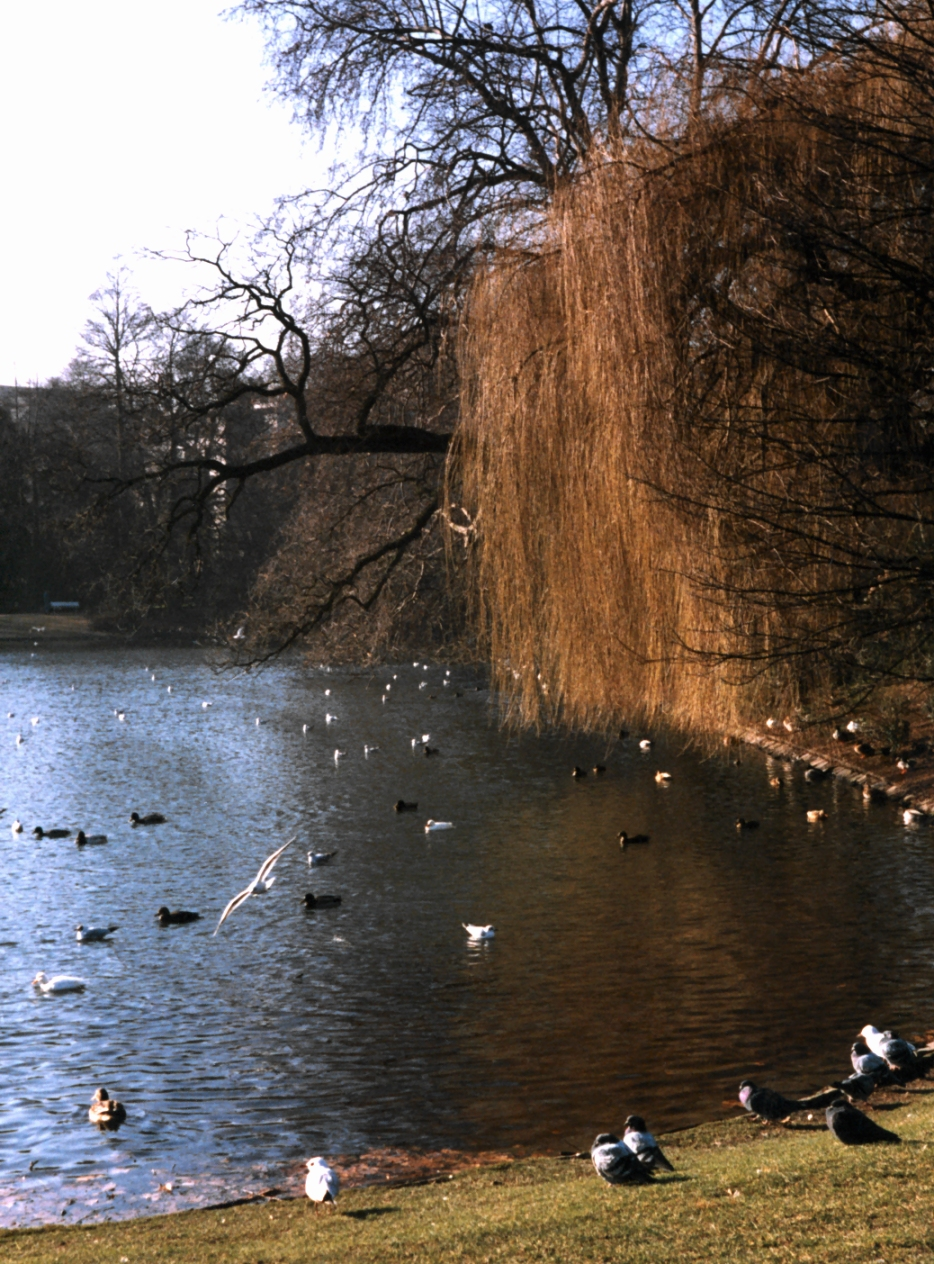
Teich Landskrone im Hofgarten (2000)
Wieder erweiterter südöstlicher Teil der Landkrone mit Cornelius-Denkmal im Oktober 2013
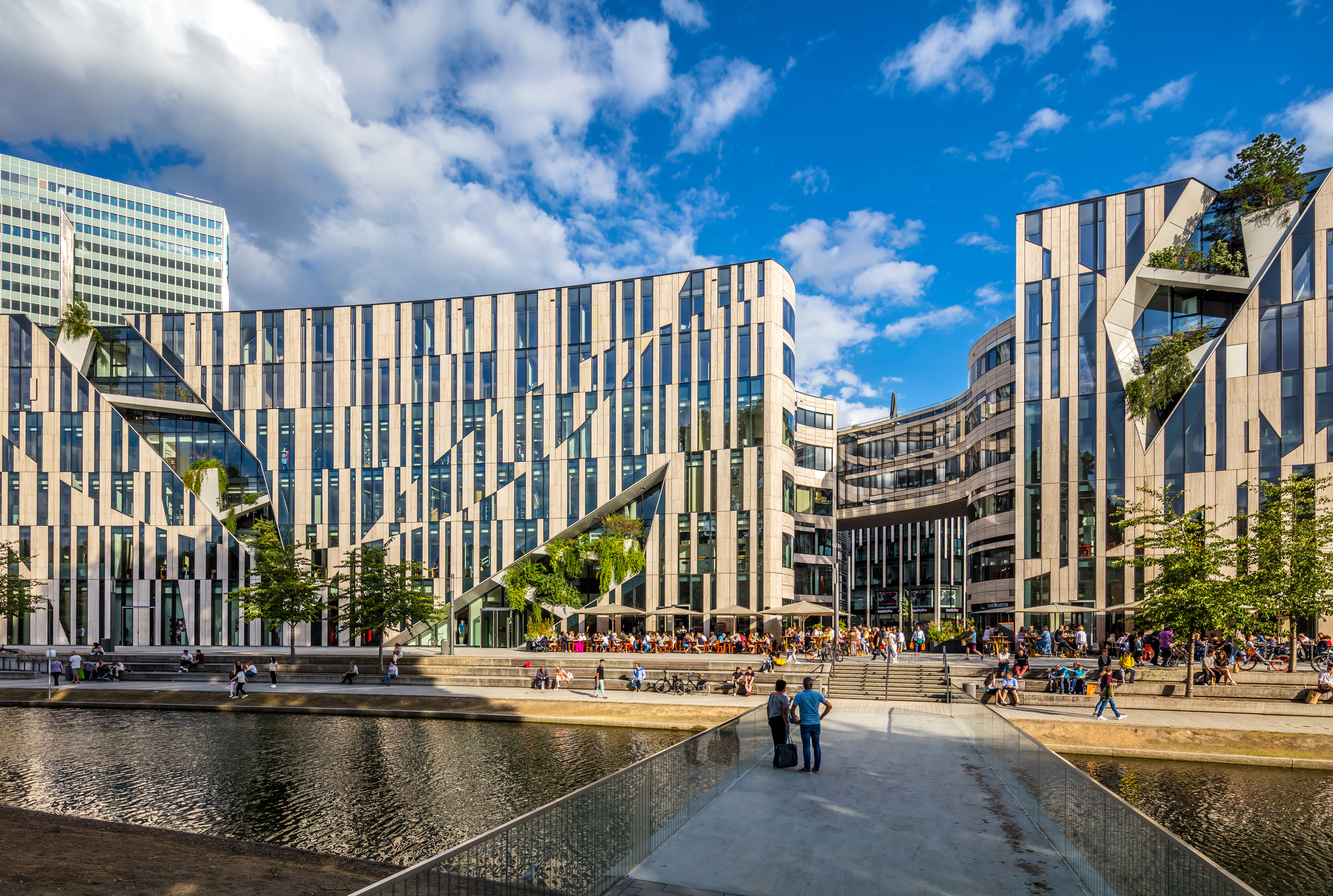
Steg mit Hofgartenterrassen vor dem Kö-Bogen (2019)
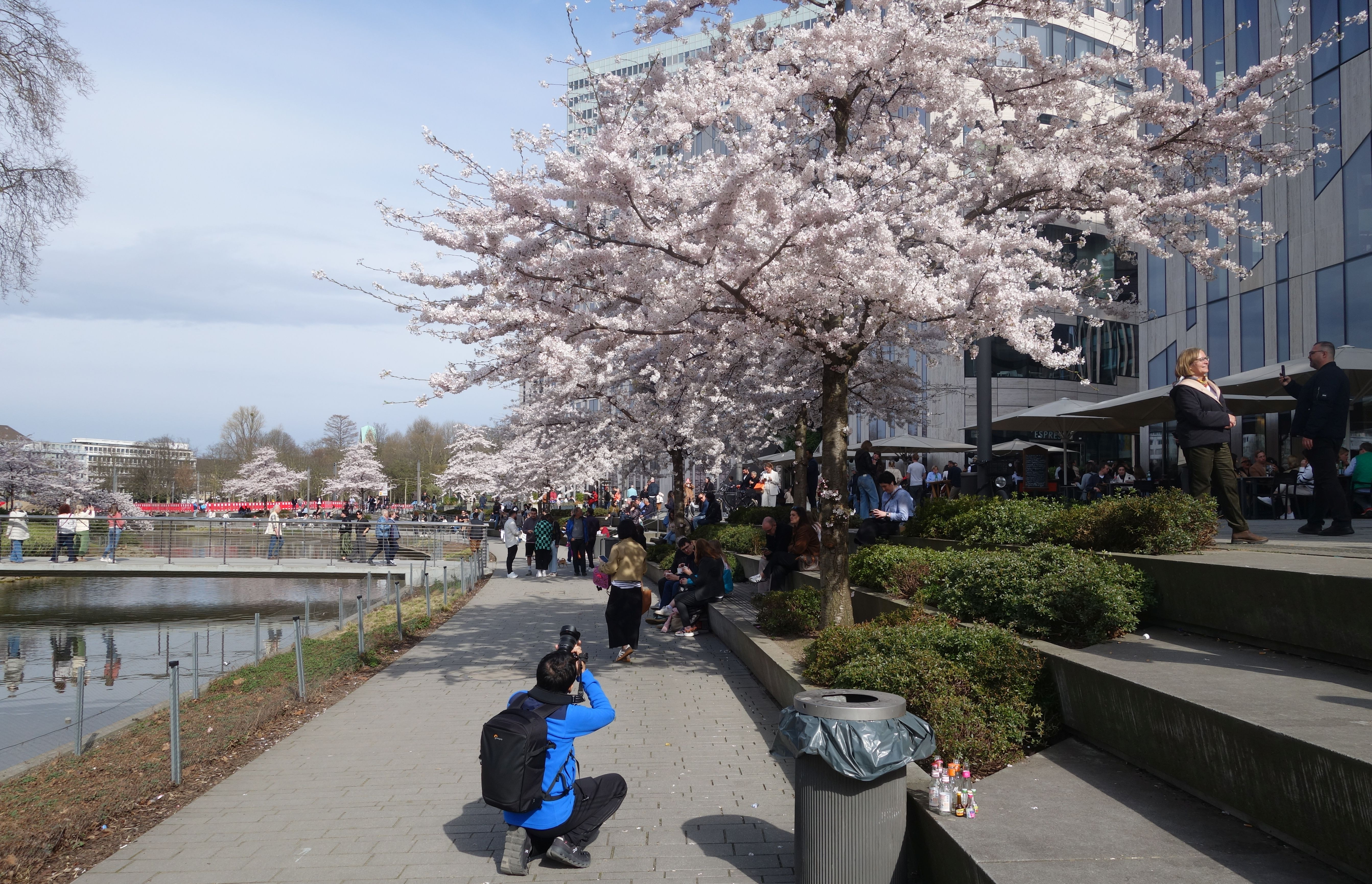
Kirschblüte auf der Seite der Hofgartenterrassen (März 2025)